# Eschenbach (Creußen)
Der Eschenbach ist ein rechter Zufluss der Creußen im Landkreis Neustadt an der Waldnaab in Bayern.

## Verlauf
Der Bach fließt aus dem Kleinen Rußweiher, durchläuft dann gleich Eschenbach in der Oberpfalz in östlicher Richtung parallel zur B 470, unterquert die Straße am östlichen Rand der Kernstadt und fließt in östlicher Richtung weiter, vorbei an Eschenbachermühle und Witzlhof. Er mündet gegenüber von Bärnwinkel, einem Ortsteil der Gemeinde Trabitz, von rechts in die Creußen.
Der Kleine Rußweiher ist der letzte einer Kette von Weihern der sogenannten Eschenbacher Weiherplatte, die unter anderem vom Großen Penzenbach gespeist werden. Ab dessen mündungsfernster Quelle im Weichbild des Dorfes Pfaffenstetten von Markt Kirchenthumbach gerechnet, ist der Eschenbach mitsamt diesem seinen längsten Oberlaufstrang und Laufabschnitten von nicht unbeträchtlicher Länge in Weihern 14,5 km lang, wovon nur rund 6 km zum Eschenbach genannten Abschnitt zählen. Dieser ist von Anfang an ein sehr geradliniger Graben, neben dem erst auf seinen letzten etwa 400 Metern ein austrocknender Schlingenlauf und andere Altlaufreste liegen.